# Copelatus kammuriensis
Copelatus kammuriensis is een keversoort uit de familie waterroofkevers (Dytiscidae). De wetenschappelijke naam van de soort is voor het eerst geldig gepubliceerd in 1955 door Tamu & Tsukamoto.